# Salvidio
Salvidio è un cognome di lingua italiana.

## Varianti
Salvadei.

## Origine e diffusione
Il cognome è tipicamente settentrionale.
Potrebbe significare "che Dio ti salvi" e quindi essere affine ai cognomi Diotisalvi e Salvatori.
La variante Salvadei copre il medesimo areale.